# Gina Rinehart
Georgina Hope "Gina" Rinehart, född 9 februari 1954 i Perth, Australien, är ordförande i Hancock Prospecting, ett privatägt mineral- och prospekteringsbolag grundat av hennes far Lang Hancock.

## Biografi
Rinehart är enda barnet till Hope Margaret Nicholas och Lang Hancock. Fram till fyra års ålder bodde Rinehart med sina föräldrar på Nunyerry 60 kilometer norr om Wittenoom. Senare började hon vid St Hildas Anglican skola för flickor i Perth, för att sedan en tid studera ekonomi vid University of Sydney, innan hon hoppade av och började arbeta i sin fars företag. Hon skaffade sig där en omfattande kunskap om järnmalmsindustrin i Pilbara.
Från 1992 var Rinehart och hennes styvmor Rose Porteous inblandade i en bitter juridisk kamp om arvet efter Hancock, en strid som tog 14 år att slutföra.
Efter faderns död i mars 1992 blev Rinehart ordförande i Hancock Prospecting Pty Limited (HPPL) och HPPL-koncernens. Samtliga bolag inom gruppen är privatägda. Med undantag för royalties från Hamersley Iron sedan slutet av 1960-talet, var Lang Hancocks gruvverksamhet huvudsakligen relaterade till prospektering och leasing av gruvor. Under de senaste åren har Rinehart fokuserat på att utveckla Hancock Prospectings outvecklade fyndigheter, kapitalanskaffning genom samriskföretag och förvandling av hyresavtal till vinstgivande gruvföretag.
I oktober 2015 planerade Rinehart att öppna den stora Roy Hill-gruvan bara åtta månader efter att hon säkrat 7,9 miljarder AUD i finansiering. I oktober 2016 meddelades det att hennes företag Hancock Prospecting hade träffat en överenskommelse om att investera i det börsnoterade brittiska gruvföretaget Sirius Minerals för att bidra till förverkligande av deras North Yorkshire Polyhalite Project.

## Uppmärksamhet
År 2015 var Rinehart listad som 37:e mäktigaste kvinnan i världen av Forbes, en nedgång från hennes ranking 2014 och 2013 som 27:e respektive 16:e mäktigaste kvinnan.